# Miroslav Radačovský
Miroslav Radačovský (Ľutina, 24 de setembro de 1953) é um político eslovaco e ex-juiz, que foi eleito membro do Parlamento Europeu em 2019.